# Cheiracanthium saraswatii
Cheiracanthium saraswatii là một loài nhện trong họ Miturgidae.
Loài này thuộc chi Cheiracanthium. Cheiracanthium saraswatii được Benoy Krishna Tikader miêu tả năm 1962.